# Опърничавата
„Опърничавата“ (на испански: La indomable) е мексиканска теленовела от 1987 г., създадена от Илда Моралес де Айоис, режисирана от Беатрис Шеридан и продуцирана от Хулиса за Телевиса.
В главните роли са Летисия Калдерон (дебютът ѝ в главна роля) и Артуро Пениче, а в отрицателната – Елвира Монсел.

## Сюжет
Мария Фернандо Виялпандо е красива и богата жена, арогантна и горделива, която живее в голямо имение известно като „Вия Параисо“, заедно с баща си Гонсало и приятелката си Кристина. Мария Фернандо е годеница на Херардо, но разбирайки, че ѝ изневерява, разваля годежа си с него. Мигел Ечанове е скромен млад инженер, когато се запознава с Мария Фернанда е запленен от красотата ѝ и се влюбва в нея. Но тя, изпълнена със злоба, решава да го използва като се омъжи за него, защото иска да си отмъсти на Херардо.
Разбирайки, че Мария Фернанда го мами, Мигел иска развод. Той се отдалечава от нея, от тази ситуация се възползва София, безскрупулна жена, която винаги е била влюбена в Мигел. Мария Фернанда осъзнава грешките, които е направила, и че наистина е влюбена в Мигел. Тя се опитва да покаже, че чувствата са ѝ истински. Пътят няма да е лесен, защото Херардо и София се опитват да си върнат предишните партньори по всякакъв начин.

## Актьори
- Летисия Калдерон – Мария Фернанда Виялпандо
- Артуро Пениче – Мигел Ечанове
- Елвира Монсел – София Галиндо
- Алфредо Леал – Гонсало Виялпандо
- Мария Ривас – Адела Ечанове
- Хуан Карлос Серан – Херардо Сан Лукас
- Клаудия Рамирес – Набиле
- Алонсо Ечанове – Педро
- Кармен Делгадо – Кристина
- Мануел Гурия – Томас
- Хакаранда Алфаро – Хакаранда дел Вайе
- Мигел Суарес – Салседо
- Кета Караско – Панча
- Хосе Луис Кордеро – Рубен
- Марио Ресарес – Хосе
- Айерим де ла Пеня – Алина Ечанове
- Кристиан Рамирес – Грийо
- Федерико Елисондо
- Росио Собрадо
- Марта Патрисия Л. де Сатарайн
- Серхио Хурадо
- Луис де Леон

## Премиера
Премиерата на Опърничавата е на 27 април 1987 г. по Canal de las Estrellas. Последният 100. епизод е излъчен на 18 септември 1987 г.

## Награди и номинации
Награди TVyNovelas (1987)
| Категория               | Номиниран(а)     | Резултат |
| ----------------------- | ---------------- | -------- |
| Най-добра млада актриса | Летисия Кардерон | Печели   |

## Адаптации
- През 1999 г. е създадена адаптацията Непокорна душа, продуцирана от Никандро Диас Гонсалес за Телевиса, участват Лисет Морелос и Едуардо Верастеги.